# Augerolles
Augerolles är en kommun i departementet Puy-de-Dôme i regionen Auvergne-Rhône-Alpes i centrala Frankrike. Kommunen ligger i kantonen Courpière som tillhör arrondissementet Thiers. År 2022 hade Augerolles 864 invånare.

## Befolkningsutveckling
Antalet invånare i kommunen Augerolles
| Referens: INSEE |